# Christine Lechner

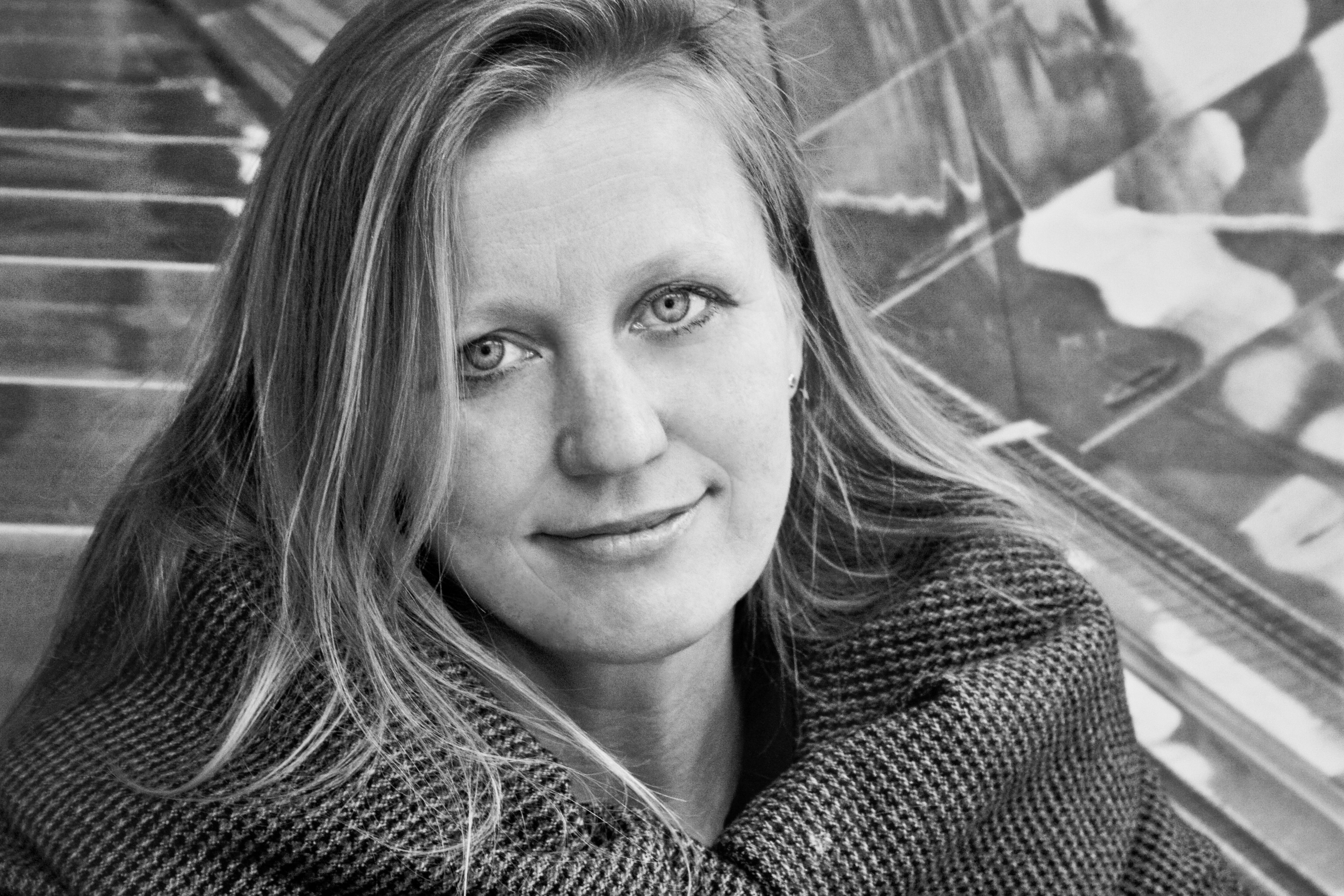
Christine Lechner 2011

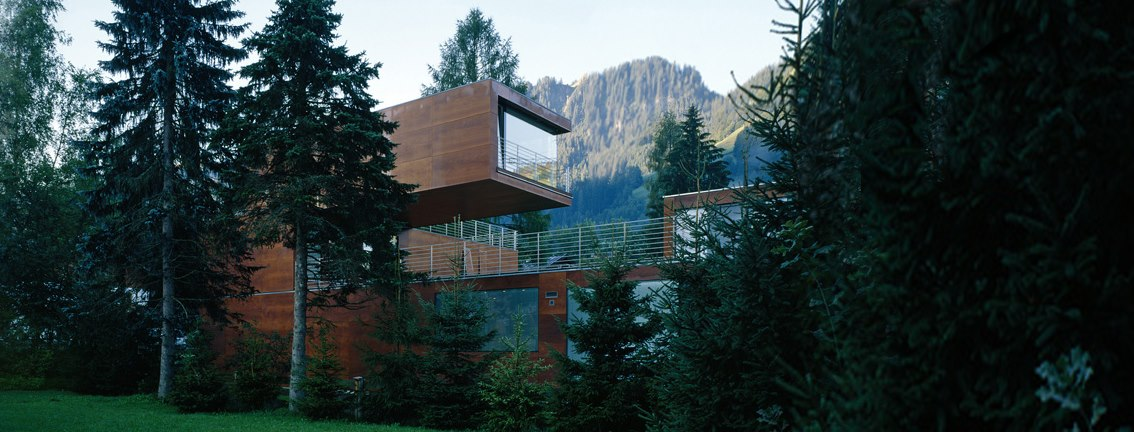
Alpines Bauen

Christine Lechner  (* 27. Oktober 1960 als Christine Stadler in Salzburg) ist eine österreichische Architektin, Innenarchitektin und Ziviltechnikerin.

## Leben
Christine Lechner studierte von 1979 bis 1984 Innenarchitektur in Linz an der Hochschule für Gestaltung bei Friedrich Goffitzer und Laurids Ortner. Im Anschluss an das Studium arbeitete sie in verschiedenen Architekturbüros, besuchte 1982 die Internationale Sommerakademie für Bildende Kunst Salzburg bei den Architekten Gustav Peichl und Wilhelm Holzbauer, und studierte parallel Architektur an der Kunstuniversität Linz. Sie diplomierte 1990 beim ersten Diplomprüfungstermin der neu gegründeten Studienrichtung Architektur. 1987 gewann Christine Lechner gemeinsam mit ihrem Studienkollegen Horst Lechner den Designwettbewerb zur Neugestaltung der Salonwagen der Österreichischen Bundesbahnen, worauf die beiden, beflügelt durch die positive mediale Berichterstattung, das Atelier Lechner & Lechner in Salzburg eröffneten. Im Zuge der Zusammenarbeit der „Initiative Architektur Salzburg“ mit dem Lehrstuhl für Städtebau der ETH Zürich von Franz Oswald sowie den Architekten Daniel Libeskind & Kurt W. Forster am Projekt „Keinem seine Gestalt – Stadtentwicklung an der Grenze“, lernten die beiden den Lektor und Herausgeber des parallel erschienenen Buches, Johannes Schallhammer, kennen. Seit 2000 arbeiten sie Projektbezogen in einer ARGE zusammen.

„Wir, die Bewohner unserer Stadt, müssen uns unser kulturelles Umfeld selbst schaffen.

Wir brauchen Projektionsflächen, die permanente Veränderungen und die Bildung von Identität möglich machen.

Ziel ist die Diskussion umfassender Inhalte, weit über die Ästhetik hinaus.“

Die Umsetzung dieser 1997 von den Lechners aufgestellten These lässt sich in späteren Werken, beispielsweise in der stufenweisen Entwicklung des „Wohn und Atelierhauses Lechner“ von einer Autowerkstatt zum Arbeits- und Wohnhaus der Architektenfamilie oder der kontrovers diskutierten „Skulptur in der Landschaft“ (Salzburg 2013) nachvollziehen.
Zwischenzeitlich war Christine Lechner auf der Technisch-Naturwissenschaftlichen Universität Norwegens, Trondheim als Holzarchitektur-Gastdozentin sowie bei der Internationalen Sommerakademie für Bildende Kunst Salzburg und der ETH Zürich als Gastkritikerin tätig. Ein wichtiges Projekt ist das mit Horst Lechner zusammen geplante, gebaute und bewohnte Wohn- und Atelierhaus Lechner, das 2010 den Salzburger Architekturpreis gewann. 2012 war sie als Preisträgerin Teil der Jury des Salzburger Architekturpreises 2012.
Neben Bauten in Österreich planten und realisierten Lechner & Lechner Projekte in Deutschland und von 1996 bis 1997 Projekte in Südkorea. 2006 bis 2009 entwickelte das um Johannes Schallhammer erweiterte Team Lechner – Lechner – Schallhammer Hotelprojekte und ein ökologisches städtebauliches Entwicklungskonzept für die Stadt Mirfa in Dubai und Abu Dhabi in den Vereinigten Arabischen Emiraten.
Seit 2016 ist Lechner Mitglied des Vorstandes der Salzburger Landesgruppe der Zentralvereinigung der Architekten Österreichs sowie Mitglied des Fachbeirates Architektur der Salzburg Landesregierung.

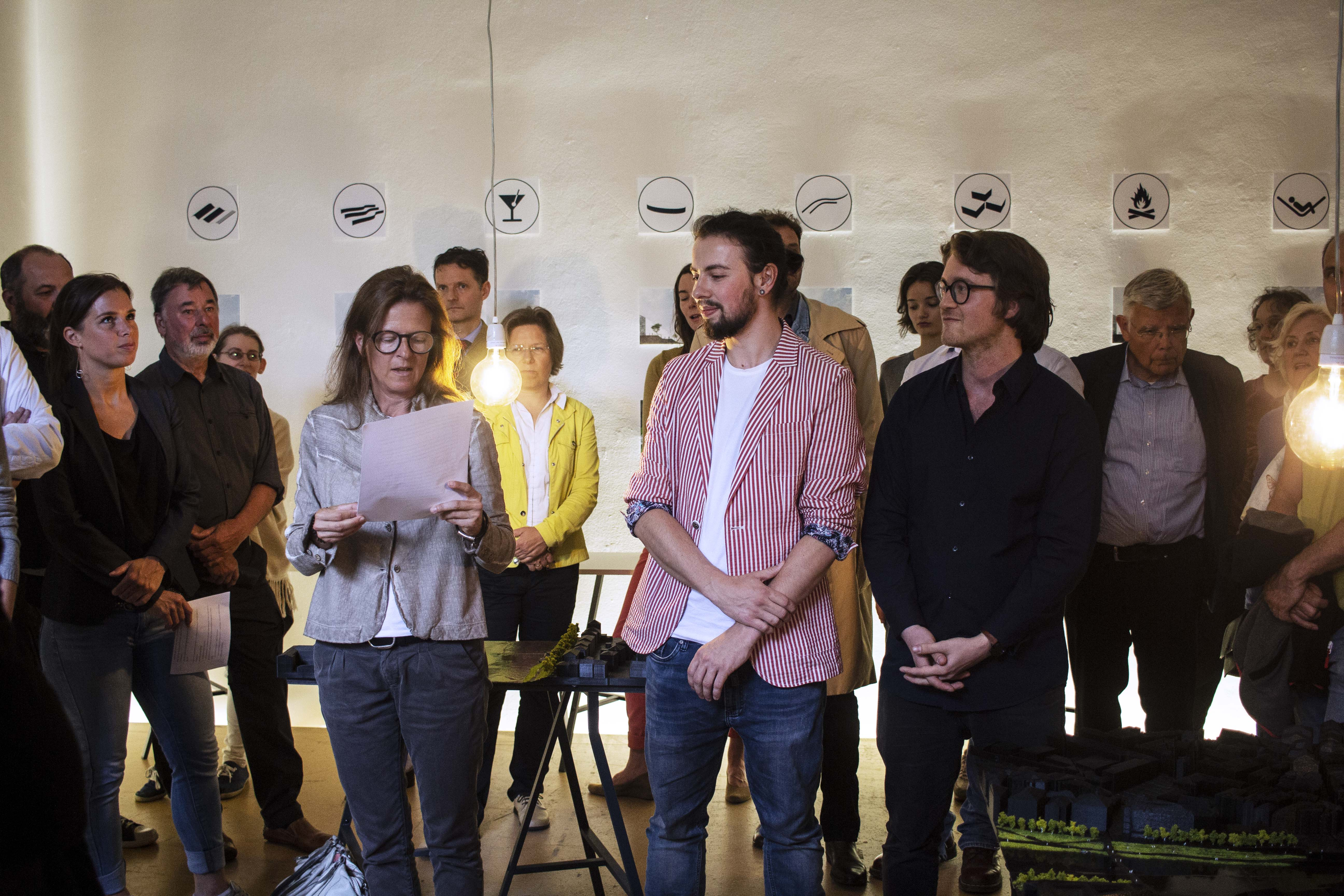
Gudrun Fleischmann, Lukas Ployer und Horst Lechner bei der Ausstellungseröffnung „Flussraum Salzach“ im Mai 2018

## Familie
Christine Lechner war seit 1987 mit ihrem Studienkollegen, dem Architekten Horst Lechner, verheiratet -- gemeinsam haben sie zwei Söhne.
Der ältere Sohn, Horst Michael Lechner, der Architektur an der Kunstuniversität Linz sowie an der Vilnius Academy of Arts und dem Politecnico di Milano studiert hat, ist seit 2015 Mitglied des Landluft Beirates und seit 2017 ebenfalls als Architekt in Salzburg tätig. Seine gemeinsam mit Lukas Ployer erarbeitet Masterthesis „Flussraum Salzach – Transformation zur Lebensader“, bei der eine langfristige Entwicklungsstrategie betreffend der Salzach als urbane Entwicklungsfläche erarbeitet wurde, zog ein großes mediales und politisches Echo nach sich. Dabei bearbeiten sie nicht nur die historische Mitte, sondern auch die Peripherie der Stadt. Sie stellen dabei Strategien und Konzepte zur Transformation der Salzach in eine stadtteilübergreifende Lebensader vor mit dem Ziel, den Flussraum als Naherholungsgebiet für alle Salzburger zurückzugewinnen. Die dazugehörige Ausstellung im Künstlerhaus Salzburg entwickelte sich zum Publikumsmagneten und wurde aufgrund des großen Andranges zweimal verlängert. Dafür und für den weiteren Einsatz um die sinnlichen Potentiale des Flusses wurden Horst Lechner und Lukas Ployer 2018 mit dem Stipendium des Architekturpreises „Land Salzburg“ ausgezeichnet.
Der zweite Sohn, Paul Lechner, studiert Architektur an der Universität Innsbruck und Wirtschaftswissenschaften an der Johannes Kepler Universität Linz.

## Projekte (Auswahl)
Nach der Bürogründung sorgte das Ladenbausystem „Change“ für erste Erfolge. Es wurde 1987 vom österreichischen Institut für Formgebung mit der Designauszeichnung „Ausgewählt“ prämiert und in zwei Salzburger Geschäften umgesetzt (Festung Hohensalzburg und Kieselgebäude).
Das 1993 errichtete Atriumhaus in Kuchl wurde 1996 im Zuge der Publikation „M1:33, innovative austrian architecture“, von Ramesh Kumar Biswas, in den Räumlichkeiten des österreichischen Parlaments ausgestellt. Für seine Rolle als Pionierprojekt des stringenten Holzbaues wurde das Bauwerk in zahlreichen Fachpublikationen veröffentlicht.
Ebenfalls erwähnenswert sind zahlreiche Messestände und Designs des in den 90er Jahren jungen des Getränkekonzernes Red Bull. Auch das Szenelokal „Carpe Diem“ in der Salzburger Getreidegasse wurde von den Lechner’s gestaltet.
Ein wichtiges Projekt war das mit Horst Lechner gemeinsam geplante, gebaute und bewohnte Wohn- und Atelierhaus Lechner im UNESCO-Welterbe Ensemble der Salzburger Altstadt. Obwohl nicht dafür eingereicht, gewann das Gebäude 2010 den Architekturpreis des Landes Salzburg, da die Fachjury von ihrer in den Statuten des Architekturpreises festgelegten Option, ein nicht zur Begutachtung eingereichtes Projekt zu prämieren, Gebrauch machte.

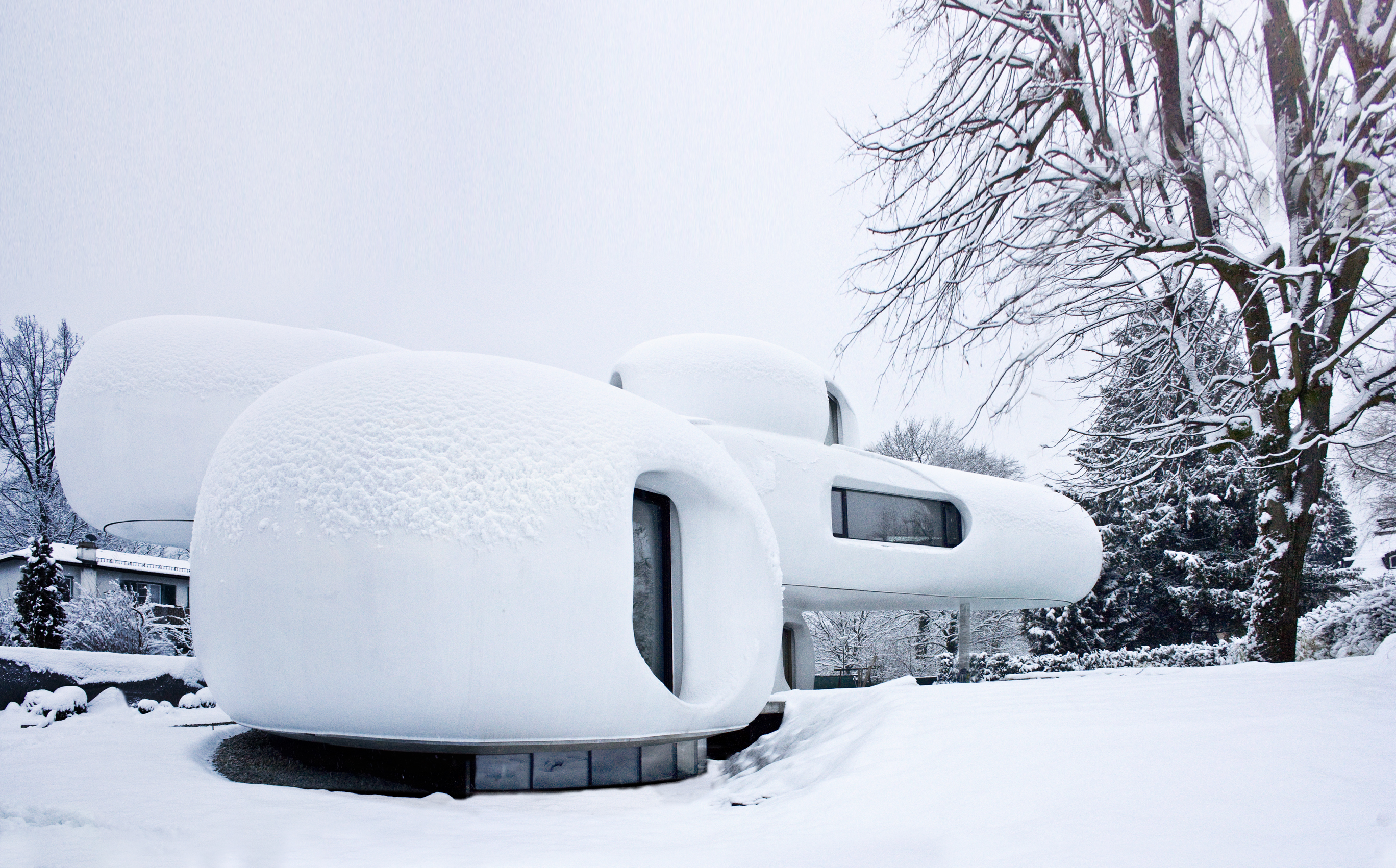
Blob-Architektur – Skulptur in der Landschaft

Für besonders starkes mediales Interesse und kontroverse Diskussionen vor der Baustelle sorgte die, mittlerweile fertiggestellte, amoprh geformte Wohnskulptur im Salzburger Stadtteil Leopoldskron. Dem von den Lechners „Skulptur in der Landschaft“ – von Kritikern „Ufo-Haus“ – genanntem Experimentalbau in exponierter Lage wurde vorgeworfen, das herkömmliche Bild von Häusern zu sprengen. Einer vom Meinungsforschungsinstitut IMAS nach der Enthüllung des Baukörpers durchgeführten Umfrage zufolge entzweite die ungewohnte Form die Passanten, großteils war bei den Antworten eine große Ratlosigkeit spürbar.
Im Juni 2013 wurde anlässlich des 175-jährigen Firmenjubiläums des Baustoffherstellers „Leube“ der nach Plänen Christine und Horst Lechners angelegte „Leube Skulpturenweg“ in St. Leonhard bei Salzburg eröffnet. Der Skulpturenweg wurde als Denkmal für den Firmengründer Gustav Ernst Leube errichtet.
Mediale Aufmerksamkeit erfuhr auch der Umbau einer Ordination in der Salzburger Altstadt. Die Herausforderung bestand in diesem Fall darin, einem historischen Gemäuer ohne Möglichkeit zur räumlichen Erweiterung inmitten des Weltkulturerbes der Salzburger Altstadt, auf behutsame Art und Weise einen zusätzlichen Raum abzuringen. Aufgrund der Bedeutung der Altstadt und aus Respekt zum Bestand war es nicht möglich, in den Außenraum hinaus zu erweitern; daher musste in der bestehenden Struktur neuer Raum geschaffen werden. Die Auflösung dieser Aufgabenstellung ist unorthodox: durch eine Ausbuchtung vom Behandlungsraum in den bestehenden Warteraum wurde die Vorgabe erfüllt und in Form einer Polsterwand inklusive Stauraum mit integriertem Sofa umgesetzt. Das Projekt wurde 2018 mit dem Austrian Interieur Design Award ausgezeichnet.
2021 wurde das in Holzmassivbauweise errichtete Jugendgästehaus Gerlosplatte für seine in Materialität und Detail angemessenes Umgangsweise für den Bauherrenpreis der Zentralvereinigung der Architekten Österreichs nominiert.